# Hipparchia

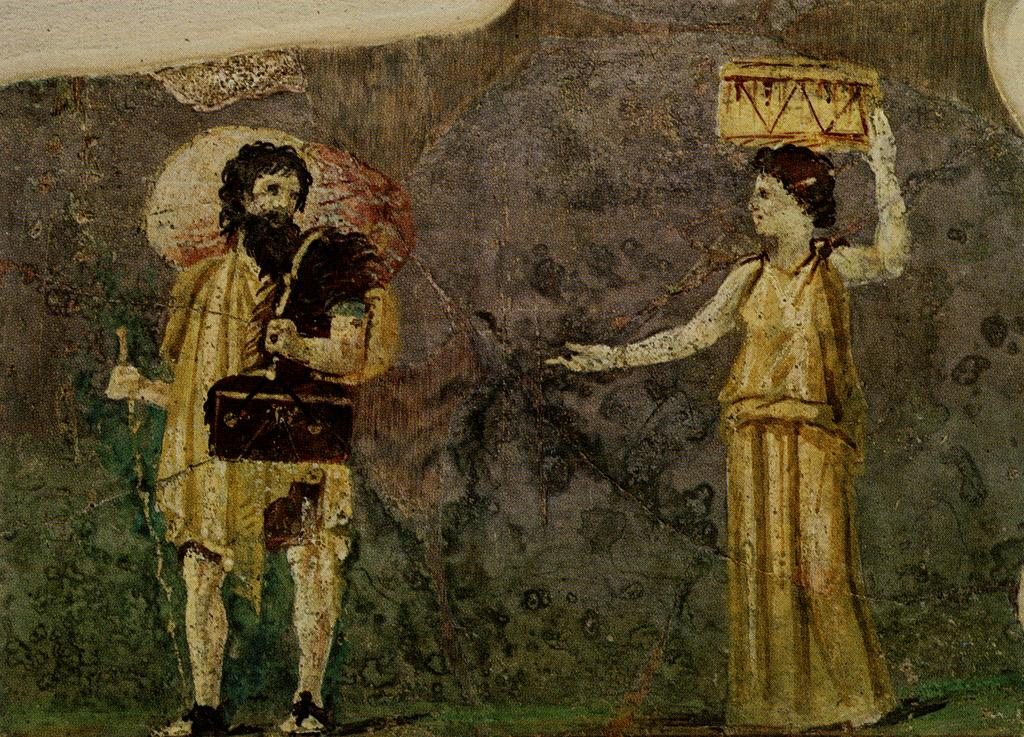
Krates von Theben und Hipparchia. Römische Wandmalerei aus dem 1. Jahrhundert

Hipparchia (griechisch Ίππαρχἰα; * um 340 v. Chr. in Maroneia in Thrakien) war eine Anhängerin der kynischen Philosophie.
Hipparchia stammte aus einer reichen Familie in Thrakien und war die Schwester des Metrokles. Sie heiratete Krates von Theben, einen der bedeutendsten Vertreter der Kyniker, und nahm den entsprechenden Lebensstil an, der den kynischen Ideen zufolge von Bedürfnislosigkeit und Nähe zur Natur geprägt war.
Hipparchia stritt für das Recht der Frauen auf Selbstbestimmung und Bildung. Diogenes Laertius berichtet von einem Streitgespräch zwischen ihr und dem Philosophen Theodoros, in dem sie ihr Recht, das Studium der Philosophie zu betreiben, bekräftigt.
Genaue Angaben zu ihrem Leben sind rar und vielfach überwuchert durch spätere Legendenbildung. Vielfach wurde ihr als Kynikerin ein schamloser Lebenswandel nachgesagt. So kolportiert der christliche Kirchenvater Augustinus, Hipparchia habe mit Krates den Geschlechtsverkehr auch in der Öffentlichkeit vollzogen, da beide der Ansicht gewesen seien, dass Konventionen und öffentliche Meinung für persönliches Handeln ohne Bedeutung sei und es mithin keinen Unterschied mache, ob eine Tat privat oder in der Öffentlichkeit ausgeführt werde.
Krates gestaltete die Heirat als eine schwere Prüfung, ob sie auch bereit sei, sein „hündisches“ Leben mit ihm zu teilen:
Nach der Überlieferung war Hipparchia eine vornehme junge Dame aus reichem Haus, um die sich jüngere und reichere Bewerber bemühten. Als sie darauf bestand, den Krates zu heiraten, entblößte dieser vor ihr seinen buckligen Rücken und legte seinen Ranzen samt Stecken und Kutte auf den Boden: „Das ist mein Hausrat, und wie schön ich bin, hast du gesehen. Also überleg es dir gut, damit du nicht nachträglich Grund hast, dich zu beklagen“. Aber sie ließ sich nicht abschrecken. „Ich könnte auf der ganzen Welt keinen reicheren, keinen schöneren Gatten finden; du kannst mich führen, wohin du willst.“
Da führte er sie zur Säulenhalle, und dort, an diesem bevölkerten Ort, am helllichten Tag, legte er sich neben sie und hätte sie vor aller Augen entjungfert – sie war so gefasst wie er – wenn Zenon nicht schnell seinen Mantel über sie geworfen hätte, um die beiden vor dem Gaffen der umstehenden Menge zu beschützen.